# Abdelwahed El-Sayed
Pour les articles homonymes, voir El-Sayed.
Abdelwahed el-Sayed (né le 3 juin 1977) est un gardien de but de football égyptien, faisant partie du club de Zamalek.
Il totalise 39 sélections internationales et a participé à la coupe d'Afrique des nations de football en 2000 et 2004.
Il est le joueur le plus capé de l'histoire de Zamalek.

## Carrière
- 1997-2014 : Zamalek ( Égypte)
- 2014-2015 : Misr Lel Makasa

( Égypte)

## Palmarès
- Gardien de but de l'année pour les saisons 2002-2003 et 2003-2004 en Égypte.
- Vainqueur de la Coupe d'Afrique des nations 2006 et 2010

- Avec le Zamalek :
  - Vainqueur de la Ligue des champions de la CAF en 2002
  - Champion d'Égypte en 2001, 2003 et 2004
  - Vainqueur de la Coupe d'Afrique des vainqueurs de coupe en 2000
  - Vainqueur de la Supercoupe de la CAF en 2002
  - Vainqueur de la Supercoupe d'Égypte en 2001 et 2002
  - Vainqueur de la Coupe arabe des clubs champions en 2003
  - Vainqueur de la Coupe afro-asiatique en 1997